# Concarán
Concarán ist die Hauptstadt des Departamento Chacabuco in der Provinz San Luis im Westen Argentiniens. Sie liegt 152 Kilometer nordöstlich der Provinzhauptstadt San Luis und ist über die Ruta Provincial 20 bis La Toma und dann über die Ruta Nacional 148 erreichbar. Die Entfernung bis Merlo beträgt 45 Kilometer.

## Geographie
Der Río Conlara, mit seinen Zuflüssen Arroyo Luluara und Arroyo Chuntusa, fließt von Süden nach Norden und mündet südlich von Concarán (ca. 6 km von Tilisarao entfernt) in den Stausee San Felipe (Embalse San Felipe). Der Fluss dient hauptsächlich zur Bewässerung landwirtschaftlicher Flächen.

## Geschichte
Der Name Concarán entstammt der Sprache der Lasta Caucara oder Lasta Concara, den indigenen Ureinwohnern der Region, und bedeutet Schönes Tal. Nach der Ankunft der Spanier wurde die Stelle Pueblo de la Cruz genannt, bis 1858 die Brüder Aniceto, Caferino und Miguel Mora, sowie Nicasio Chirino, anlässlich einer Rundreise des Gobernadors Justo Darac durch die Provinz, Land für die Gründung einer Gemeinde stifteten. Der neu entstandene Ort, als dessen Gründungstermin heute der 25. Juni 1858 gefeiert wird, wurde Villa Dolores genannt. Bereits 1860 war er als bedeutende Raststätte auf dem Weg nach San Luis bekannt und 1864 wird die erste Schule gebaut.
1893 entdeckt Jorge Torres in der Quebrada fea schwarze, glänzende, schwere Steine, die Wolfram enthalten.
1904 erreicht die Eisenbahn den Ort, dessen Bahnhof den Namen Concarán erhält, um ihn von dem Ort Villa Dolores in der Provinz Córdoba zu unterscheiden.
1905 wird die Wolfram-Mine Mina de los Cóndores in Betrieb genommen. Sie liegt etwa 14 Kilometer vor Concarán. Ab 1910 beginnt die Anwerbung ausländischer Bergbauarbeiter für die Arbeit in der Mine.
1934 erhält der Ort durch das Gesetz 1367 offiziell den Namen Concarán. Das Gesetz 1389 erklärt ihn zur Hauptstadt des Departamento Chacabuco und er löst damit Renca ab.

## Sehenswertes
- Colección Particular de Arqueología "Dora Ochoa de Masramón". Kulturzentrum, Heimatmuseum und archäologische Privatsammlung von Fundstücken alter Indiokulturen der Region.
- Mina de los Cóndores. Die verlassene Wolfram-Mine verfügt über 17 Kilometer Schächte und Tunnel und reicht bis in eine Tiefe von 410 Metern.

## Feste
- Nuestra Señora de los Dolores (15. September), Patronatsfest
- Encuentro Folklórico Interprovincial (20. November)